# Vinets
Vinets est une commune française, située dans le département de l'Aube en région Grand Est.

## Géographie
|                | Lhuître               |              |
| Le Chêne       | Vinets                | Isle-Aubigny |
| Torcy-le-Petit | Saint-Nabord-sur-Aube | Vaupoisson   |

En 1837 était cité au cadastre : le Bas, la Cave, le Calvaire, le Petit et le Gros Gagnage, Saint-Menge et le bois de Mailly.

### Situation
Le territoire de Vinets occupe la partie septentrionale du département de l'Aube.

### Limites
Il est borné au nord, par le territoire de Lhuitre ; à l'est, par la Huitrelle, petite rivière de 1re catégorie, qui le sépare du territoire d'Isle-Aubigny ; au sud, par l'Aube, rivière affluent de la Seine, qui le sépare des territoires de Vaupoisson, de Saint-Nabord et de Torcy-le-Petit. Enfin à l'ouest, il est limité par le territoire du Chêne.

### Configuration
Il a, à peu près, la forme d'un rectangle incliné vers le nord-est. Sa longueur du sud-est au nord-ouest est en moyenne de 3 800 mètres et sa largeur du nord-est au sud-ouest, de 2 500 mètres environ.

### Superficie
Sa superficie totale est de l'ordre de 917 hectares.

### Hydrographie
La commune est dans la région hydrographique « la Seine de sa source au confluent de l'Oise (exclu) » au sein du bassin Seine-Normandie. Elle est drainée par l'Aube, l'Huitrelle et l'Huitrelle,.
L'Aube, d'une longueur de 249 km, prend sa source dans la commune d'Auberive et se jette  dans la Seine à Marcilly-sur-Seine, après avoir traversé 82 communes. 
L'Huitrelle, d'une longueur de 23 km, prend sa source dans la commune de Mailly-le-Camp et se jette  dans l'Aube sur la commune, après avoir traversé huit communes. 

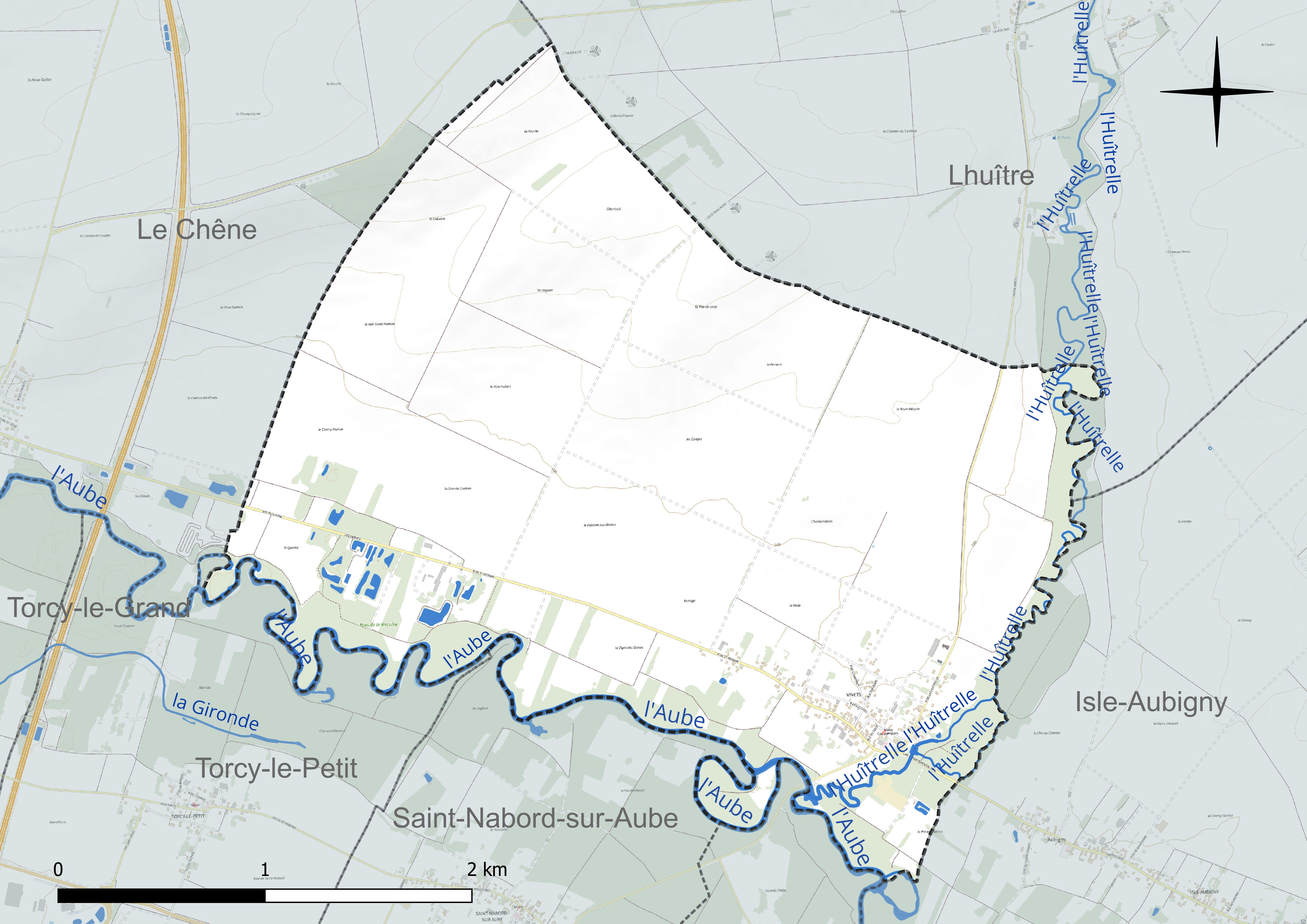
Réseau hydrographique de Vinets.

### Climat
Pour des articles plus généraux, voir Climat du Grand Est et Climat de l'Aube.
En 2010, le climat de la commune est de type climat océanique dégradé des plaines du Centre et du Nord, selon une étude du Centre national de la recherche scientifique s'appuyant sur une série de données couvrant la période 1971-2000. En 2020, Météo-France publie une typologie des climats de la France métropolitaine dans laquelle la commune est exposée à un climat océanique altéré et est dans la région climatique  Nord-est du bassin Parisien, caractérisée par un ensoleillement médiocre, une pluviométrie moyenne régulièrement répartie au cours de l’année et un hiver froid (3 °C). 
Pour la période 1971-2000, la température annuelle moyenne est de 10,6 °C, avec une amplitude thermique annuelle de 15,7 °C. Le cumul annuel moyen de précipitations est de 699 mm, avec 11,8 jours de précipitations en janvier et 7,7 jours en juillet. Pour la période 1991-2020, la température moyenne annuelle observée sur la station météorologique de Météo-France la plus proche, « Dosnon », sur la commune de Dosnon à 9 km à vol d'oiseau, est de 11,0 °C et le cumul annuel moyen de précipitations est de 698,3 mm. 
La température maximale relevée sur cette station est de 41,6 °C, atteinte le 25 juillet 2019 ; la température minimale est de −25,8 °C, atteinte le 14 février 1956,,. 
Les paramètres climatiques de la commune ont été estimés pour le milieu du siècle (2041-2070) selon différents scénarios d'émission de gaz à effet de serre à partir des nouvelles projections climatiques de référence DRIAS-2020. Ils sont consultables sur un site dédié publié par Météo-France en novembre 2022.

## Urbanisme

### Typologie
Au 1er janvier 2024, Vinets est catégorisée commune rurale à habitat dispersé, selon la nouvelle grille communale de densité à 7 niveaux définie par l'Insee en 2022.
Elle est située hors unité urbaine et hors attraction des villes,.

### Occupation des sols
L'occupation des sols de la commune, telle qu'elle ressort de la base de données européenne d’occupation biophysique des sols Corine Land Cover (CLC), est marquée par l'importance des territoires agricoles (87,5 % en 2018), une proportion identique à celle de 1990 (87,5 %). La répartition détaillée en 2018 est la suivante : 
terres arables (77,4 %), forêts (12,5 %), zones agricoles hétérogènes (10,1 %). L'évolution de l’occupation des sols de la commune et de ses infrastructures peut être observée sur les différentes représentations cartographiques du territoire : la carte de Cassini (XVIIIe siècle), la carte d'état-major (1820-1866) et les cartes ou photos aériennes de l'IGN pour la période actuelle (1950 à aujourd'hui).

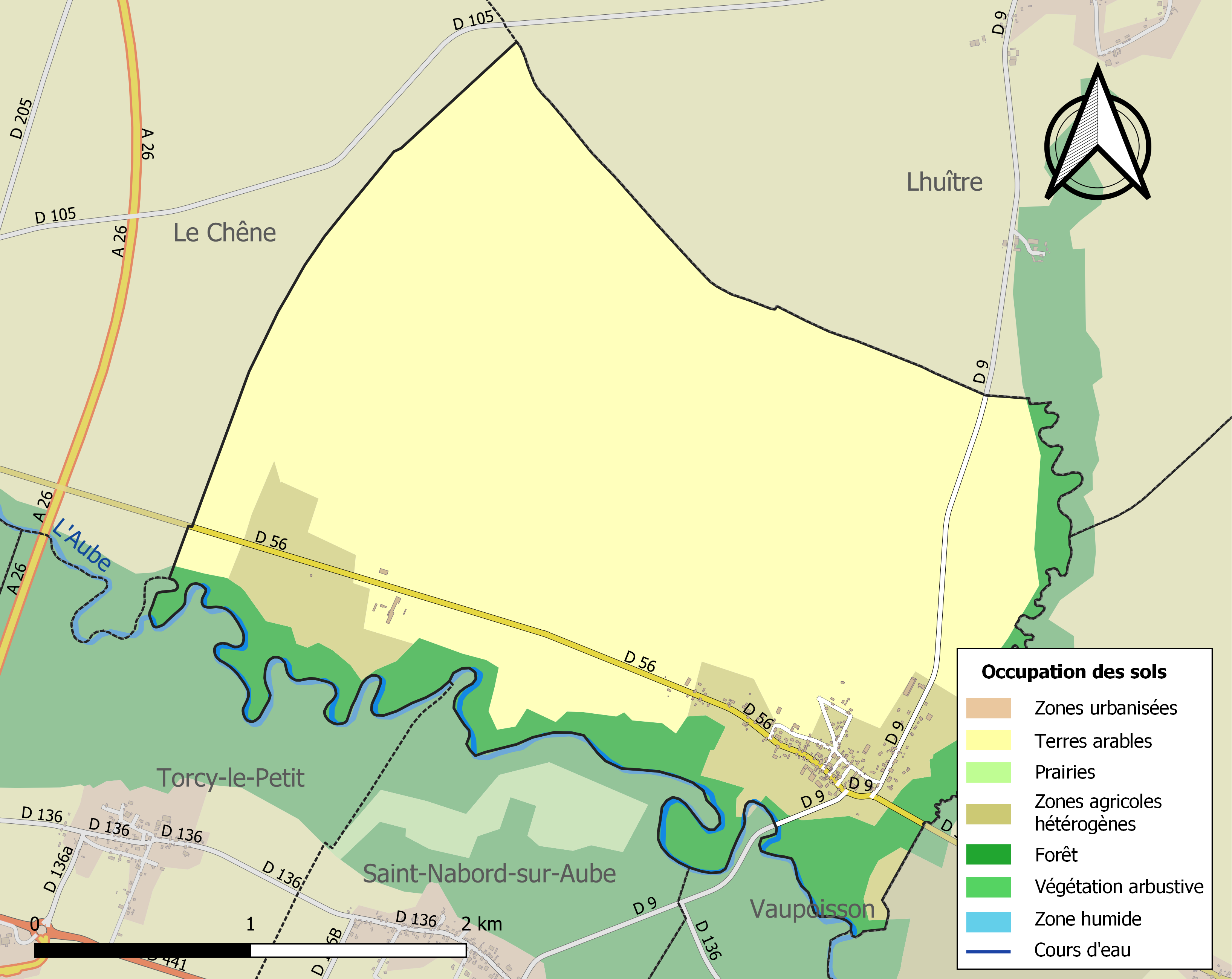
Carte des infrastructures et de l'occupation des sols de la commune en 2018 (CLC).

## Histoire
Habité au moins depuis les premiers siècles, plusieurs cimetière dont un gallo-romain furent découverts au début du XIXe siècle.
Le moulin était à l'abbaye de Marmoutier (Tours) en 1082, le four était lui à l'abbaye de Basse-Fontaine dès 1188 qui en cédait une partie des revenus à la maison Dieu-du-Chêne. Le moulin à blé appartenait à l'abbaye de la Piété-Dieu-lès-Ramerupt en 1668.
La seigneurie était presque uniquement aux seigneurs de Ramerupt.
En 1789, le village était de l'intendance et de la généralité de Châlons, de l'élection de Troyes, du bailliage de Chaumont.

## Politique et administration

### Liste des maires
| Période                                  | Période  | Identité           | Étiquette | Qualité     |
| ---------------------------------------- | -------- | ------------------ | --------- | ----------- |
| Les données manquantes sont à compléter. |          |                    |           |             |
| mars 1983                                | 2008     | M. Serge Peythieu  | SE        | Maire       |
| mars 2008                                | mai 2020 | M. Daniel Philippe | DVD       | Agriculteur |
| mai 2020                                 | En cours | Jessica Chainé     |           |             |

## Population et société

### Démographie

#### Évolution démographique
L'évolution du nombre d'habitants est connue à travers les recensements de la population effectués dans la commune depuis 1793. Pour les communes de moins de 10 000 habitants, une enquête de recensement portant sur toute la population est réalisée tous les cinq ans, les populations de référence des années intermédiaires étant quant à elles estimées par interpolation ou extrapolation. Pour la commune, le premier recensement exhaustif entrant dans le cadre du nouveau dispositif a été réalisé en 2006.

En 2022, la commune comptait 187 habitants, en évolution de +9,36 % par rapport à 2016 (Aube : +0,7 %, France hors Mayotte : +2,11 %).
| 1793 | 1800 | 1806 | 1821 | 1831 | 1836 | 1841 | 1846 | 1851 |
| ---- | ---- | ---- | ---- | ---- | ---- | ---- | ---- | ---- |
| 372  | 401  | 418  | 420  | 389  | 372  | 386  | 400  | 389  |

| 1856 | 1861 | 1866 | 1872 | 1876 | 1881 | 1886 | 1891 | 1896 |
| ---- | ---- | ---- | ---- | ---- | ---- | ---- | ---- | ---- |
| 373  | 370  | 358  | 359  | 335  | 320  | 285  | 277  | 234  |

| 1901 | 1906 | 1911 | 1921 | 1926 | 1931 | 1936 | 1946 | 1954 |
| ---- | ---- | ---- | ---- | ---- | ---- | ---- | ---- | ---- |
| 221  | 198  | 193  | 186  | 174  | 170  | 174  | 169  | 165  |

| 1962 | 1968 | 1975 | 1982 | 1990 | 1999 | 2006 | 2011 | 2016 |
| ---- | ---- | ---- | ---- | ---- | ---- | ---- | ---- | ---- |
| 171  | 179  | 168  | 188  | 181  | 176  | 170  | 183  | 171  |

| 2021 | 2022 | - | - | - | - | - | - | - |
| ---- | ---- | - | - | - | - | - | - | - |
| 181  | 187  | - | - | - | - | - | - | - |

#### Pyramide des âges
La population de la commune est relativement jeune.
En 2018, le taux de personnes d'un âge inférieur à 30 ans s'élève à 33,4 %, soit en dessous de la moyenne départementale (35,2 %). À l'inverse, le taux de personnes d'âge supérieur à 60 ans est de 26,9 % la même année, alors qu'il est de 27,7 % au niveau départemental.
En 2018, la commune comptait 82 hommes pour 89 femmes, soit un taux de 52,05 % de femmes, légèrement supérieur au taux départemental (51,41 %).
Les pyramides des âges de la commune et du département s'établissent comme suit.
| Hommes | Classe d’âge | Femmes |
| ------ | ------------ | ------ |
| 1,2    | 90 ou +      | 0,0    |
| 11,0   | 75-89 ans    | 6,7    |
| 18,3   | 60-74 ans    | 16,9   |
| 14,6   | 45-59 ans    | 23,6   |
| 24,4   | 30-44 ans    | 16,9   |
| 15,9   | 15-29 ans    | 18,0   |
| 14,6   | 0-14 ans     | 18,0   |

| Hommes | Classe d’âge | Femmes |
| ------ | ------------ | ------ |
| 0,8    | 90 ou +      | 2,1    |
| 7,4    | 75-89 ans    | 10,2   |
| 17,4   | 60-74 ans    | 18,4   |
| 19,4   | 45-59 ans    | 19     |
| 17,8   | 30-44 ans    | 17,3   |
| 18,3   | 15-29 ans    | 15,9   |
| 19     | 0-14 ans     | 17,1   |

## Économie
- Agriculture.

## Culture locale et patrimoine

### Lieux et monuments
L'église dédiée à Memmie de Châlons est du XVIe siècle.
Elle faisait paroisse qui était au doyenné d'Arcis et avait comme succursale Aubigny et était à la collation de l'évêque. Elle a plusieurs statues du XVIe siècle comme celle de Memmie de Châlons assis sur son trône, une Marie au bouquet qui sont en calcaire polychrome. Des plaques commémorative de Joseph Dedet et Savine Menuelle de 1704 ; Plaque de dédicace de l'église du 12 mars 1600 par Henri le Meignen. Un tableau de l' Annonciation par Pierre Cossard de 1785. Des verrières en grisaille et figurative représentant le Christ de la résurrection.

### Héraldique
| Blason de Vinets | Blason  | Parti : au 1er de gueules à un crosseron d'argent, au 2e tranché au I d'or à une grappe de raisin de pourpre pamprée au naturel, au II de sinople à trois épis de blé tigés et feuillés d'or, empoignés et liés de gueules, posés en bande, à la cotice ondée d'azur brochant sur le tranché, au chef d'azur chargé d'une bande d'argent côtoyée de deux doubles cotices potencées et contre-potencées d'or. |
| Blason de Vinets | Détails | Le statut officiel du blason reste à déterminer. |